# Ilustrados (Philippines)

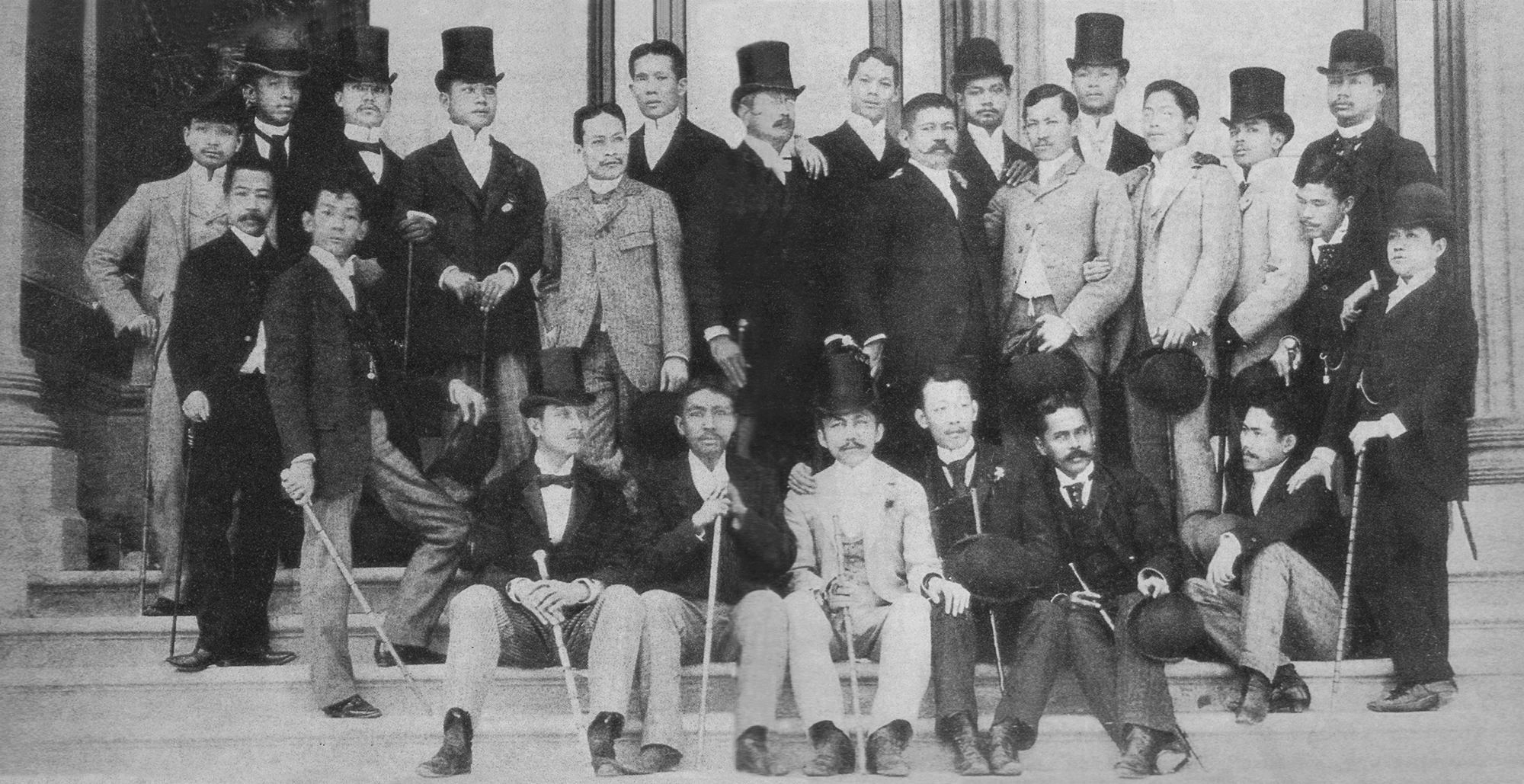
Ilustrados à Madrid, vers 1890 ; Debout dans le sens des aiguilles d'une montre à partir de la gauche : Vicente Francisco, Cajigas, José Abreu, Mariano Abella, Dominador Gómez, Francisco Tongio Liongson, Flaviano Cordecruz, un Tuazon de Malabon, Alejandro Yance de Lara, Lauro Dimayuga, Marcelo H. del Pilar, Gregorio Aguilera, José Rizal, José Alejandrino, Baldomero Roxas, Moises Salvador, Modesto Reyes, Gaudencio Juanengo, Pablo Rianzares Bautista ; assis de gauche à droite : Dr Santamaria, Candido Morada, Damaso Ponce, Ariston Bautista, Pedro Serrano Lactao et Teodoro Sandiko.

Les ilustrados (en espagnol : [ilusˈtɾaðos], « érudits », « savants », ou « éclairés ») constituaient l'intelligentsia philippine pendant la période coloniale espagnole à la fin du XIXe siècle,. Ailleurs en Nouvelle-Espagne (dont faisaient partie les Philippines), le terme gente de razón (gens de raison) avait une signification similaire.
Il s'agit de Philippins de la classe moyenne ou supérieure de la fin de la colonisation espagnole, dont beaucoup étaient éduqués en Espagne et étaient exposés aux idées du libéralisme et du nationalisme et aux questions liées à l'identité nationale, débattues en Espagne comme dans le reste de l'Europe. 
La classe des ilustrados était composée d'intellectuels issus des Philippines, ou des Indes orientales espagnoles, et traversait les lignes ethnolinguistiques et raciales — insulares (créoles espagnols des Philippines), indios (autochtones/ peuples indigènes des Philippines (en)) et mestizos (les Sangleyes (en)) entre autres — et désirait une réforme à travers « un arrangement plus équitable du pouvoir à la fois politique et économique » sous la tutelle espagnole.
Stanley Karnow, dans son ouvrage In Our Image: America's Empire in the Philippines, a qualifié les ilustrados de « riche intelligentsia » parce que beaucoup étaient des enfants de riches propriétaires terriens ou enfants de riches bailleurs urbains à la tête de nombreux locataires (inquilinos (en)). Cette bourgeoisie intellectuelle contribue largement au développement du nationalisme philippin,,,,, en fournissant les figures-clés du processus de changement social et politique.

## Histoire

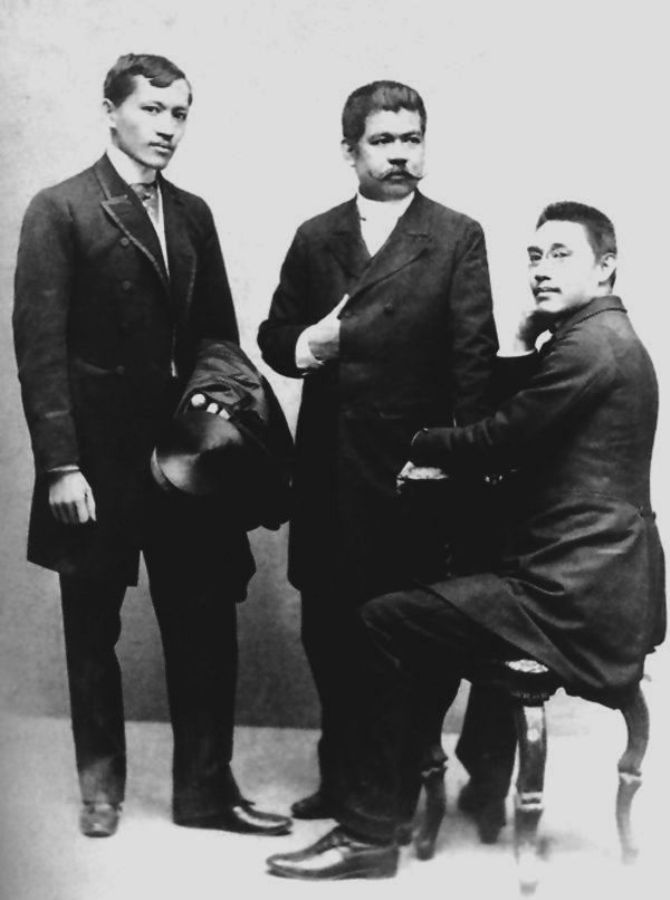
Trois illustres éminents en Espagne : le Dr José Rizal, Marcelo H. del Pilar et Mariano Ponce (de gauche à droite). La photo a été prise en Espagne en 1890.

Les ilustrados les plus éminents sont Graciano López Jaena, Marcelo H. del Pilar, Mariano Ponce, Antonio Luna et José Rizal, le héros national philippin. Chirurgien ophtalmologue formé en Europe (Espagne, France et Allemagne) et romancier, Rizal nourrit son projet révolutionnaire en s'inspirant de ses lectures de Don Quichotte[réf. nécessaire].
Les romans de Rizal Noli Me Tangere (« Ne me touche pas ») et El Filibusterismo (« Le subversif ») « ont exposé au monde les discriminations et injustices imposées aux Philippins sous le régime colonial espagnol »,.
Au début, Rizal et ses collègues ilustrados préféraient ne pas obtenir l'indépendance de l'Espagne, mais voulaient plutôt l'égalité juridique pour les péninsulaires et les indigènes — les indiens, les insulares et les métis, entre autres — et les réformes économiques exigées par les ilustrados demandaient que "les Philippines soient représentées dans les assemblées parlementaires (Cortes) et considérées comme une province d'Espagne" et "que les paroisses soient sécularisées ",.
Le 20 janvier 1872 a lieu une mutinerie dans l'arsenal de Cavite, près de Manille, durant laquelle les ouvriers et marins philippins tuent plusieurs officiers espagnols. Leur geste est, semble-t-il, motivé par des rumeurs sur la perte de certains privilèges liés à leur engagement dans l'armée. Le gouvernement espagnol, qui y voit à tort une insurrection motivée par les idées libérales en provenance d'Europe, réagit de façon brutale et ordonne l'exécution de trois prêtres réformateurs, José Burgos, Mariano Gomez et Jacinthe Zamora, et condamne à l'exil de nombreux intellectuels philippins. Ces événements constituent les prémices de la révolution philippine (1896-1898).
Le 30 décembre 1896, accusé de sympathies pour la résistance, José Rizal est fusillé après un simulacre de jugement. Cet acte de répression politique propulse les ilustrados, et provoque l'unité entre les ilustrados et le Katipunan radical d'Andrés Bonifacio.
Surnommé le Don Quichotte des Philippines, et exécuté par les autorités espagnoles en 1896, Rizal devient aussitôt un martyr et héros national, ce qui renforce la résistance au régime colonial.
La politique philippine des États-Unis a renforcé la position dominante des ilustrados au sein de la société philippine. Des domaines des congrégations et monastères des frères ont été vendus aux ilustrados, et la plupart des postes gouvernementaux leur ont été offerts.

### Sources
- République des Philippines, Microsoft Corporation, Encarta. MSN.com, 2007 ( ( Archivé 2009-10-31), récupéré le : 1er août 2007
- Exiles, Motherland and Social Change, Asian and Pacific Migration Journal (Bibliographie), volume 8, numéro 1-2, SMC.org.ph, (non daté), consulté le 1er août 2007
- Owen, Norman G., Compadre Colonialism: Studies in the Philippines Under American Rule, Une revue de Theodore Friend, The Journal of Asian Studies, Vol. 32, n° 1 (novembre 1972), pp. 224-226, JSTOR.org, 2007, consulté le 1er août 2007
- Majul, Cesar A. Les idées politiques et constitutionnelles de la révolution philippine, une revue de RS Milne, Pacific Affairs, Vol. 42, n° 1 (printemps 1969), pp. 98-99, JSTOR.org, 2007, consulté le 1er août 2007
- Proclamation de l'indépendance des Philippines et naissance de la République des Philippines, The Philippine History Site, OpManong. CSS. Hawaii.edu (non daté) Archived  </link>, consulté le 1er août 2007
- Rossabi, Amy. Les racines coloniales de la procédure civile aux Philippines, volume 11, numéro 1, automne 1997, The Journal of Asian Law, Columbia.edu, consulté le 1er août 2007
- Nationalisme philippin, AngelFire.com (non daté), consulté le 1er août 2007
- Veneracion, Jaime B., Ph. D. (professeur d'histoire, Université des Philippines et professeur invité, BSU), Rizal's Madrid: The Roots of the Ilustrado Concept of Autonomy, Diyaryo Bulakenya, Bahay Saliksikan ng Bulakan (Centre d'études Bulacan), Geocities.com, 4 avril 2003, consulté le 1er août 2007
- Histoire des Philippines, Philippine Children's Foundation, PhilippineChildrensFoundation.org, 2005, consulté le 1er août 2007